# Corazón de hielo
Kiss Tomorrow Goodbye (titulada en español, Corazón de hielo) es una película de cine negro de 1950 protagonizada por James Cagney, dirigida por Gordon Douglas, producida por William Cagney y basada en una novela de Horace McCoy. La película fue prohibida en Ohio por considerarla "una presentación sórdida y sádica de brutalidad y una presentación extrema del crimen con pasos explícitos en su comisión". 
Además de Cagney están Luther Adler como un abogado corrupto, y Ward Bond y Barton MacLane como dos policías corruptos.

## Trama
Ralph Cotter es un delincuente profesional que, mientras escapa de un campo de trabajo penitenciario, mata de un tiro a su compañero de fuga, Carleton. En el exterior, Cotter pronto corteja a la hermana de Carleton, Holiday, amenazándola con exponer el hecho de que ella estuvo involucrada en organizar la fuga de la prisión. Holiday no sabe que Cotter mató a su hermano. Hay indicios de un vínculo sadomasoquista entre los dos en una escena en la que se provoca que Cotter azote a Holiday con una toalla mojada, después de lo cual ella lo abraza apasionadamente. 
Cotter rápidamente regresa al negocio del crimen, solo para ser extorsionado por policías locales corruptos. Las cosas se vuelven más complicadas con cada plan y empeoran cuando les devuelve la jugada a los policías malos. Finalmente, Holiday descubre que Cotter mató a su hermano y que la está dejando por una joven y rica heredera, lo que la enfurece violentamente.

## Reparto
- James Cagney como Ralph Cotter
- Barbara Payton como Holiday Carleton
- Helena Carter como Margaret Dobson
- Ward Bond como Insp. Charles Weber
- Luther Adler como Keith 'Cherokee' Mandon
- Barton MacLane como el teniente John Reece
- Steve Brodie como Joe 'Jinx' Raynor
- Rhys Williams como Vic Mason
- Herbert Heyes como Ezra Dobson
- John Litel como jefe de policía Tolgate
- William Frawley como Byers
- Gordon Richards como el mayordomo (sin acreditar)
- Neville Brand como Carleton, (hermano de Holiday) (sin acreditar)

## Producción
Kiss Tomorrow Goodbye se basó en una novela superventas de Horace McCoy que se publicó en 1948.   Humphrey Bogart y Robert Lord estaban interesados en conseguir los derechos cinematográficos antes de la publicación de la novela,  pero en noviembre de 1949, se vendieron a William Schiffrin, un productor independiente.  En febrero de 1950, los hermanos Cagney compraron los derechos.  En marzo de 1950, Barbara Payton fue elegida.  Helena Carter se unió al elenco en abril.  El rodaje comenzó el 14 de abril de 1950 en los Estudios General Service. 
Kiss Tomorrow Goodbye fue la primera de las cuatro películas que los hermanos Cagney hicieron para Warner Bros.  James Cagney dijo que él y su hermano llegaron a un acuerdo en el que le dieron a los bancos los primeros 500.000 dólares que generó la película, para poder pagar las deudas de The Time of Your Life.  A los Cagney les gustó el trabajo de Douglas y le firmaron un contrato para varias películas. 

## Restauración
En 2011, la película fue restaurada por el UCLA Film and Television Archive en cooperación con Paramount Pictures, financiado por el Packard Humanities Institute.  La nueva copia se realizó "a partir de la copia original de nitrato de 35 mm y los negativos de seguimiento y una copia de seguridad de 35 mm".  La cinta restaurada se estrenó en el Festival de Preservación de UCLA el 14 de marzo de 2011. 

## Recepción
Aunque a menudo se la compara desfavorablemente con White Heat, Kiss Tomorrow Goodbye recibió críticas mixtas. El crítico Fred Camper, en The Chicago Reader, criticó la dirección de la película y escribió: "La dirección de Gordon Douglas es casi incoherente en comparación con la de Raoul Walsh en White Heat (1949), que presenta a Cagney en un papel similar; las composiciones y los movimientos de cámara, aunque son momentáneamente efectivas, tienen poca relación entre sí, y la película se lee un poco como una orquesta tocando sin director". 
Al crítico de cine Dennis Schwartz le gustó en general y escribió: "Se trata de un drama criminal enérgico y sencillo basado en el libro de Horace McCoy (They Shoot Horses, Don't They?) y el guion, que apenas tiene sentido y es la raíz de los problemas de la película, es de Harry Brown. Gordon M. Douglas (Come Fill the Cup / Only the Valiant) la dirige manteniendo un ritmo rápido, brutal y cínico, y deja que la estrella James Cagney continúe donde lo dejó un año antes en White Heat como un antipático asesino de perros rabiosos. Esta fue una película aún más dura, pero el público no respondió tan favorablemente como lo hizo con White Heat (lo cual parece extraño, ya que es básicamente el mismo tipo de película B)".  A William Brogdon de Variety también le gustó la película y elogió la actuación de James Cagney al darle a un personaje duro "un toque ligero ocasional". También elogió la dirección de Douglas, la partitura musical y su cuidada edición. 
Filmink dijo: "Tanto Payton como Carter son demasiado atractivas para el viejo y rechoncho Cagney, que rondaba los cincuenta en ese momento. ¿Alguna vez interpretó a un donjuan así? Es el mayor defecto en una historia de gánsteres que de otro modo sería sólida".